# Mistrzostwa Świata w Strzelectwie 1909
Mistrzostwa Świata w Strzelectwie 1909 – trzynasta edycja mistrzostw świata w strzelectwie. Odbyły się one w niemieckim Hamburgu. Udział brali tylko mężczyźni. 
Rozegrano siedem konkurencji. Indywidualnie najwięcej medali zdobył Szwajcar Konrad Stäheli (sześć). Jego reprezentacja zwyciężyła także w klasyfikacji medalowej.

## Klasyfikacja medalowa
Gospodarze mistrzostw
| Pozycja | Kraj                 | Złoto | Srebro | Brąz | Łącznie |
| ------- | -------------------- | ----- | ------ | ---- | ------- |
| 1       | Szwajcaria           | 4     | 2      | 2    | 8       |
| 2       | Cesarstwo Niemieckie | 2     | 1      | 0    | 3       |
| 3       | Belgia               | 1     | 0      | 2    | 3       |
| 4       | Francja              | 0     | 4      | 1    | 5       |
| 5       | Włochy               | 0     | 0      | 2    | 2       |

## Wyniki
| Konkurencja                                     | Złoto                                                                                            | Wynik     | Srebro                                                                               | Wynik     | Brąz                                                                                           | Wynik     |
| Karabin dowolny, trzy postawy, 300 m            | Konrad Stäheli                                                                                   | 1009 pkt. | Achille Paroche                                                                      | 987 pkt.  | Paul Van Asbroeck                                                                              | 987 pkt.  |
| Karabin dowolny, trzy postawy, 300 m, drużynowo | Szwajcaria Marcel Meyer de Stadelhofen Louis Richardet Jean Reich Konrad Stäheli Caspar Widmer   | 4840 pkt. | Francja Albert Courquin Léon Johnson A. Husson Achille Paroche André Parmentier      | 4838 pkt. | Belgia Paul Van Asbroeck Joseph Geens Norbert De Ribaucourt Charles Scheirlinckx Henri Sauveur | 4748 pkt. |
| Karabin dowolny leżąc, 300 m                    | Konrad Stäheli                                                                                   | 348 pkt.  | Achille Paroche                                                                      | 347 pkt.  | Attilio Conti                                                                                  | 347 pkt.  |
| Karabin dowolny klęcząc, 300 m                  | Caspar Widmer                                                                                    | 351 pkt.  | Konrad Stäheli                                                                       | 349 pkt.  | Attilio Conti                                                                                  | 348 pkt.  |
| Karabin dowolny stojąc, 300 m                   | Emil Pachmayr                                                                                    | 334 pkt.  | André Parmentier                                                                     | 329 pkt.  | Marcel Meyer de Stadelhofen                                                                    | 326 pkt.  |
| Pistolet dowolny, 50 m                          | Paul Van Asbroeck                                                                                | 518 pkt.  | Eduard Schmeisser                                                                    | 512 pkt.  | Konrad Stäheli                                                                                 | 510 pkt.  |
| Pistolet dowolny, 50 m, drużynowo               | Cesarstwo Niemieckie Gerhard Bock Richard Fischer Eduard Ehricht Eduard Schmeisser Joachim Vogel | 2509 pkt. | Szwajcaria Mathias Brunner Karl Hess Conrad Karl Röderer Konrad Stäheli Eugen Wanner | 2450 pkt. | Francja Augustin Barbillat Maurice Faure Léon Moreaux André Regaud Raphaël Py                  | 2388 pkt. |